# Uwe Behrens (Autor)
Uwe Behrens (* 24. September 1944 in Prag) ist ein promovierter Transportökonom, Unternehmer in China und Indien, China-Spezialist.

## Leben
Behrens ist das vierte Kind des Wirtschaftswissenschaftlers Fritz Behrens und seiner Frau Johanna. Er wuchs in Leipzig und Zeuthen auf. Nach dem Besuch der zehnklassigen Polytechnischen Oberschule (POS) erlernte er den Beruf eines Stahlschiffschlossers mit Abitur. Nach Erlangung der Hochschulreife studierte er „Ökonomie des Seeverkehrs“ an der Hochschule für Verkehrswesen „Friedrich List“ in Dresden und an der Wilhelm-Pieck-Universität in Rostock.
Behrens ist verheiratet und Vater von zwei Söhnen.

## Berufstätigkeit
1969 nahm Behrens eine Tätigkeit bei der Deutschen Reichsbahn auf. Dort war er zunächst als Mitarbeiter für die Einführung des Containertransportsystems bei der Bahn zuständig. Dem schlossen sich Leitungsaufgaben bei der Bahn der DDR auf verschiedenen Ebenen an, darunter im Betrieb „Deutrans-Transcontainer“. Von 1980 bis 1984 vertrat er in der internationalen Eisenbahngesellschaft „Intercontainer“ in Basel die Deutsche Reichsbahn. 1986 promovierte Behrens an der Universität Rostock mit einer Arbeit über den Wettbewerb kombinierter Eisenbahn-/Seetransporte (Transsibirische Eisenbahn) mit dem Containertransport über See.
1990 verließ er „Deutrans-Transcontainer“ und wechselte zur Spedition Militzer und Münch in Hof, die ihn als Repräsentant und später als Geschäftsführer eines Joint Ventures in die Volksrepublik China schickte.
2000 übernahm er die Geschäftsführung eines Joint Ventures der französischen Logistikgesellschaft Geodis in Indien. Nach seiner Pensionierung 2008 wirkte er als Berater eines in Hongkong ansässigen Logistikunternehmen für China-Afrika-Transportprojekte. 2017 kehrte er nach 27 Jahren in China nach Deutschland zurück.

## Nebenberufliches
Uwe Behrens ist Hochseesegler und Marathonläufer, der wiederholt bei Wettbewerben in Berlin und Peking startete. Inzwischen verarbeitet er seine Erfahrungen als Unternehmer auf drei Kontinenten in Publikationen und Vorträgen. Insbesondere China und Indien hat er dabei im Fokus. Zudem beschäftigt er sich mit den globalen Herausforderungen durch den Aufstieg Chinas zur Weltmacht.

## Veröffentlichungen
- Der Umbau der Welt. Wohin führt die neue Seidenstraße?, Edition Ost, Berlin 2022, ISBN 978-3-360-02804-4.
- Feindbild China. Was wir alles nicht über China wissen, Edition Ost, Berlin 2021, ISBN 978-3-360-01896-0.
- Völkermord an den Uiguren?, in: Neues Deutschland, 13. April 2021.
- Harmonie statt Missionieren in: „Pankower Vorträge“ des Bildungsvereins „Helle Panke“ im Heft 229, S. 68, 2020.
- Nicht Peking ist der Bösewicht, in: Neues Deutschland, 1. Juni 2020.
- Spielball der Weltpolitik, in: Neues Deutschland, 7. September 2020.